# Nicola Olyslagers
Nicola Lauren Olyslagers (nascida McDermott, 28 de dezembro de 1996) é uma atleta australiana do salto em altura,  medalhista olímpica e mundial.
McDermott ganhou a medalha de prata nos Jogos Olímpicos de Verão de 2020 em Tóquio em sua modalidade e é a atual detentora do recorde da Oceania, com 2,02 metros. Conquistou a medalha de bronze no Campeonato Mundial de Atletismo de 2023, em Budapeste.
Ela dirige o Everlasting Crowns, um ministério dedicado a incentivar e treinar novos atletas.